# Numicia chiron
Numicia chiron är en insektsart som beskrevs av Ronald Gordon Fennah 1957. Numicia chiron ingår i släktet Numicia och familjen Tropiduchidae. Inga underarter finns listade i Catalogue of Life.